# 1910 a filmművészetben

## Események
- február 28. – A Gaumont megszünteti a filmkópiák eladását, a továbbiakban csak kölcsönzésre adja át a mozisoknak.
- március 12. – Öt amerikai filmproducer létrehozza a Mutual Film Corporationt. Közösen akarják terjeszteni filmjeiket, és ezzel megtörni Carl Laemmle gyártó és terjesztő birodalmát.
- július 2. – Tűz üt ki a Vitagraph stúdiókban, számos film negatívja megsemmisül.
- szeptember – Gaumont Actualités címmel megjelenik az első heti híradó.

## Filmbemutatók
- 1812 – rendező Ferdinand Zecca és Camille de Morlhon
- A Christmas Carol, rövid, Charles Dickens regénye alapján – rendező J. Searle Dawley, Charles Kent és Ashley Miller (nincsenek a stáblistán)
- A Day in the Life of a Coal Miner, rövid, dokumentum
- A Lad from Old Ireland – rendező Sidney Olcott
- Afgrunden (A züllés útján) – rendező Urban Gad
- Frankenstein  – rendező J. Searle Dawley
- In the Border States – rendező D. W. Griffith
- The House with Closed Shutters – rendező D. W. Griffith
- The Unchanging Sea – rendező D. W. Griffith
- The Wonderful Wizard of Oz – rendező Otis Turner
- What the Daisy Said – rendező D. W. Griffith

## Születések
- január 3. – John Sturges, rendező († 1992)
- január 12. – Luise Rainer, színésznő († 2014)
- január 26. – Major Tamás, színész († 1986)
- január 27. – Eszenyi Olga, színésznő († 1992)
- február 8. – Steffi Duna, színésznő († 1992)
- február 8. – Stig Järrel, svéd színész († 1998)
- február 10. – Joyce Grenfell, színésznő († 1979)
- február 17. – Marc Lawrence, amerikai karakterszínész († 2005)
- február 27. – Joan Bennett, színésznő († 1990)
- március 1. – David Niven, angol színész († 1983)
- március 8. – Claire Trevor, színésznő († 2000)
- március 17. – Sari Maritza, színésznő († 1987)
- március 23. – Kuroszava Akira, rendező († 1998)
- április 11. – Johnnie Davis, színész, énekes († 1983)
- április 23. – Perényi László, magyar színész († 1993)
- április 23. – Simone Simon, színésznő († 2005)
- április 29. – Hollós Melitta, magyar színésznő († 2002)
- május 15. – Constance Cummings, színésznő († 2005)
- május 23. – Scatman Crothers, színész († 1986)
- június 3. – Paulette Goddard, színésznő († 1990)
- június 7. – Arthur Gardner, színész és filmproducer († 2014)
- június 13. – Mary Wickes, színésznő († 1995)
- június 16. – Hajmássy Ilona, színésznő († 1974)
- június 24. – Martha Sleeper, színésznő († 1983)
- július 4. – Gloria Stuart, színésznő († 2010)
- július 14. – William Hanna, amerikai rajzfilmkészítő († 2001)
- július 27. – Lupita Tovar, színésznő († 2016)
- augusztus 4. – Anita Page, színésznő († 2008)
- augusztus 6. – Charles Crichton, rendező († 1999)
- augusztus 8. – Sylvia Sidney, színésznő († 1999)
- augusztus 12. – Jane Wyatt, színésznő († 2006)
- augusztus 16. – Mae Clarke, színésznő († 1992)
- augusztus 22. – Lucille Ricksen, színésznő († 1925)
- szeptember 3. – Kitty Carlisle, színésznő († 2007)
- szeptember 8. – Jean-Louis Barrault, francia színész, pantomimművész, rendező, színigazgató († 1994)
- szeptember 19. – Margaret Lindsay, színésznő († 1981)
- szeptember 29. – Virginia Bruce, színésznő († 1982)
- október 13. – Robert McKimson, amerikai animátor, grafikus és filmrendező († 1977)
- október 24. – Simon Zsuzsa, színésznő († 1996)
- november 21. – Both Béla, színész († 2002)
- november 26. – Cyril Cusack, dél-afrikai színész († 1993)
- december 7. – Louis Prima, színész († 1978)
- december 8. – Karády Katalin, színésznő († 1990)
- december 10. – Sidney Fox, színésznő († 1942)
- december 13. – Lillian Roth, színésznő († 1980)
- december 13. – Van Heflin, színész († 1971)
- december 24. – Sívó Mária, magyar színésznő († 1985)
- december 31. – Roy Rowland, rendező († 1995)

## Halálozások
- április 21. – Mark Twain, amerikai író, újságíró, humorista († 1835)
- november 20. – Lev Nyikolajevics Tolsztoj, orosz író († 1828)